# Svitek (pripomoček)
Svítek je bil iz blaga spleten obroč, ki je služil za ublažitev pritiska predmetov, ki so jih Šavrinke, mlekarice in druge žene nosile na glavah. Po navadi je bil svitek nameščen med plenjer in glavo. Narejen je bil iz mehkega barvnega blaga, če pa ženske niso imele svitka, so v podoben namen uporabile naglavno ruto in jo zvile. Tak svitek se imenuje zavitek. Če je bila ruta tanka, so dale vmes malo trave ali sena, da je bil zavitek bolj mehak.